# Círculo mágico (matemáticas)
Los círculos mágicos fueron inventados por el matemático chino Yang Hui de la Dinastía Song (960-1279) en el siglo XIII.  Consisten en una serie de números naturales colocados  en círculos, según el caso en disposiciones concéntricas o cuadradas, donde la suma de los números de cada diámetro y de cada círculo (o cada lado y diagonal en formaciones cuadradas),  incluido el centro si lo hay, es idéntica. 

## Los círculos mágicos de Yang Hui
Los círculos mágicos de Yang Hui fueron publicados en su estudio Xugu Zhaiqi Suanfa《續古摘奇算法》(continuación de su “Extracto de maravillas matemáticas”) de 1275. En él se incluyen diversas series de círculos mágicos concéntricos y no-concéntricos con disposiciones en cuadrado.

### Caso: círculos mágicos concéntricos

Círculo mágico de Yang Hui. Está construido con los números naturales del 1 al 33, colocados en cuatro círculos concéntricos y con el número 9 en el centro.

En este caso el círculo mágico está compuesto de cuatro anillos concéntricos de 8 números cada uno y el centro lo ocupa el valor 9, haciendo un total de 33 números.
Este círculo mágico tiene las siguientes propiedades:
- La suma total del círculo mágico es 561.

- La suma de los números de sus 4 diámetros es 147.

{\displaystyle 20+16+23+10+9+2+29+32+6=147}
{\displaystyle 33+1+13+22+9+18+26+17+8=147}
{\displaystyle 12+31+19+7+9+25+11+5+28=147}
{\displaystyle 4+21+14+30+9+24+3+15+27=147}
- La suma de los 8 números de cada anillo concéntrico más el valor 9 del centro es también 147.

{\displaystyle 20+33+12+4+6+8+28+27+9=147}
{\displaystyle 16+1+31+21+32+17+5+15+9=147}
{\displaystyle 23+13+19+14+29+26+11+3+9=147}
{\displaystyle 10+22+7+30+2+18+25+24+9=147}
- La suma de cada uno de los 8 radios excluido el 9 central es 69. Por ejemplo, en los radios que conforman el primer diámetro de los indicados anteriormente:

{\displaystyle 20+16+23+10=69}
{\displaystyle 2+29+32+6=69}
- La suma de los números de cada anillo excluido el 9 central es 2 x 69.

- Además hay 8 semicírculos en los que la suma es también 69.

- Hay también 16 segmentos (conformados por semicírculos y radios) cuya suma es igualmente 69.

### Caso: 8 círculos mágicos en disposición cuadrada

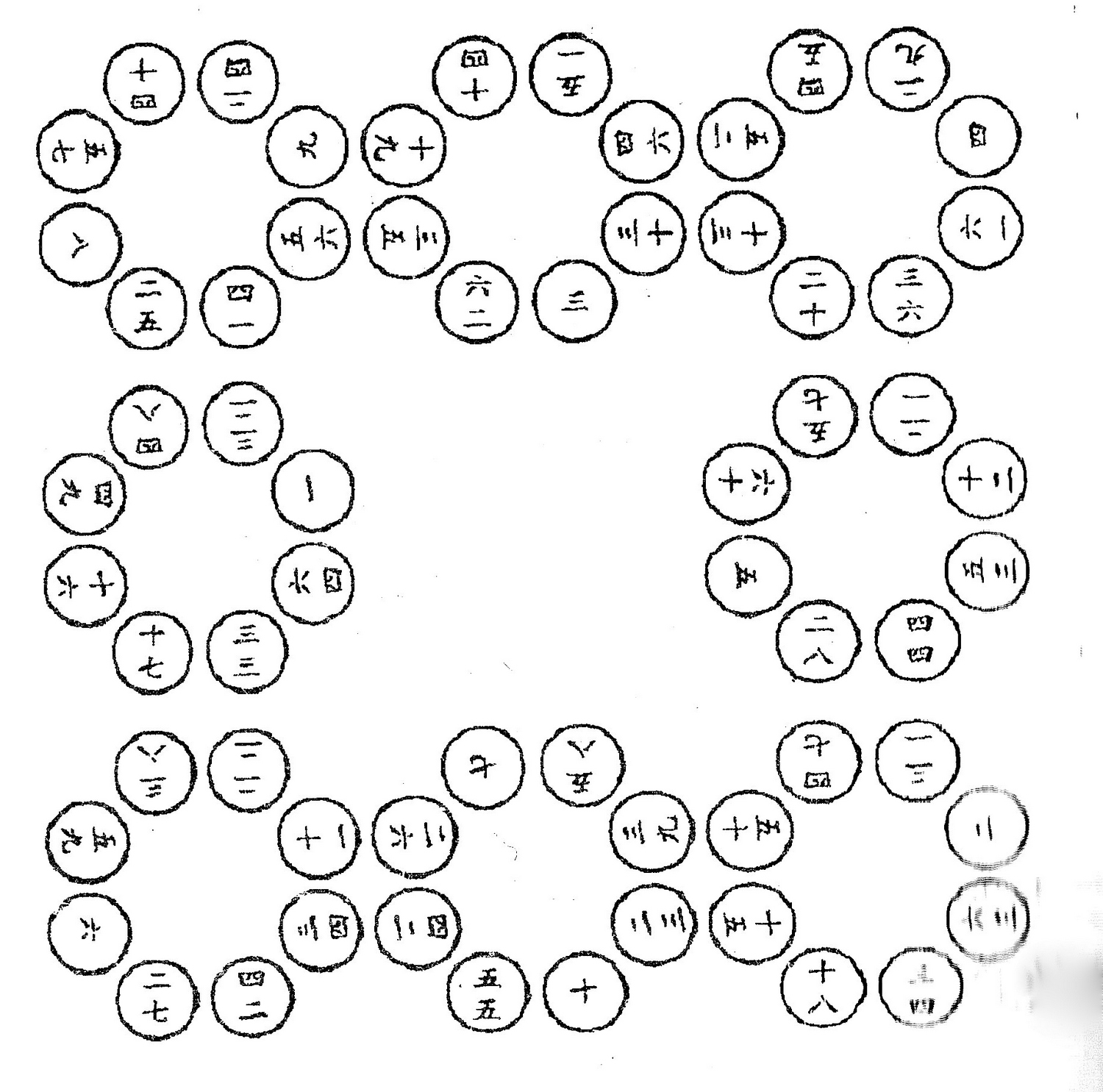
8 círculos mágicos en disposición cuadrada 八阵图

En este caso se disponen 64 números en 8 círculos de 8 números cada uno, agrupados en forma de cuadrado y dejando el centro libre. En consecuencia, cada lado del cuadrado está conformado por 3 círculos. 
La suma mágica de cada círculo es 260, por lo que la suma total es 260 x 8 = 2080.
Empezando por la esquina superior izquierda y avanzando en el sentido de las agujas del reloj las sumas de los círculos mágicos son:
{\displaystyle 40+24+9+56+41+25+8+57=260}
{\displaystyle 14+51+46+30+3+62+35+19=260}
{\displaystyle 45+29+4+61+36+20+13+52=260}
{\displaystyle 37+21+12+53+44+28+5+60=260}
{\displaystyle 47+31+2+63+34+18+15+50=260}
{\displaystyle 7+58+39+23+10+55+42+26=260}
{\displaystyle 38+22+11+54+43+27+6+59=260}
{\displaystyle 48+32+1+64+33+17+16+49=260}
Además, la suma de los 8 números que se sitúan en cada uno de los dos ejes principales del cuadrado (izquierda-derecha, arriba-abajo) también cumple la suma mágica:
{\displaystyle 14+51+62+3+7+58+55+10=260}
{\displaystyle 49+16+1+64+60+5+12+53=260}
La suma de los 16 números que se sitúan en las dos diagonales del cuadrado es 2 veces  260:
{\displaystyle 40+57+41+56+50+47+34+63+29+4+13+20+22+11+6+27=2*260=520}

### Caso: 9 círculos mágicos en disposición cuadrada

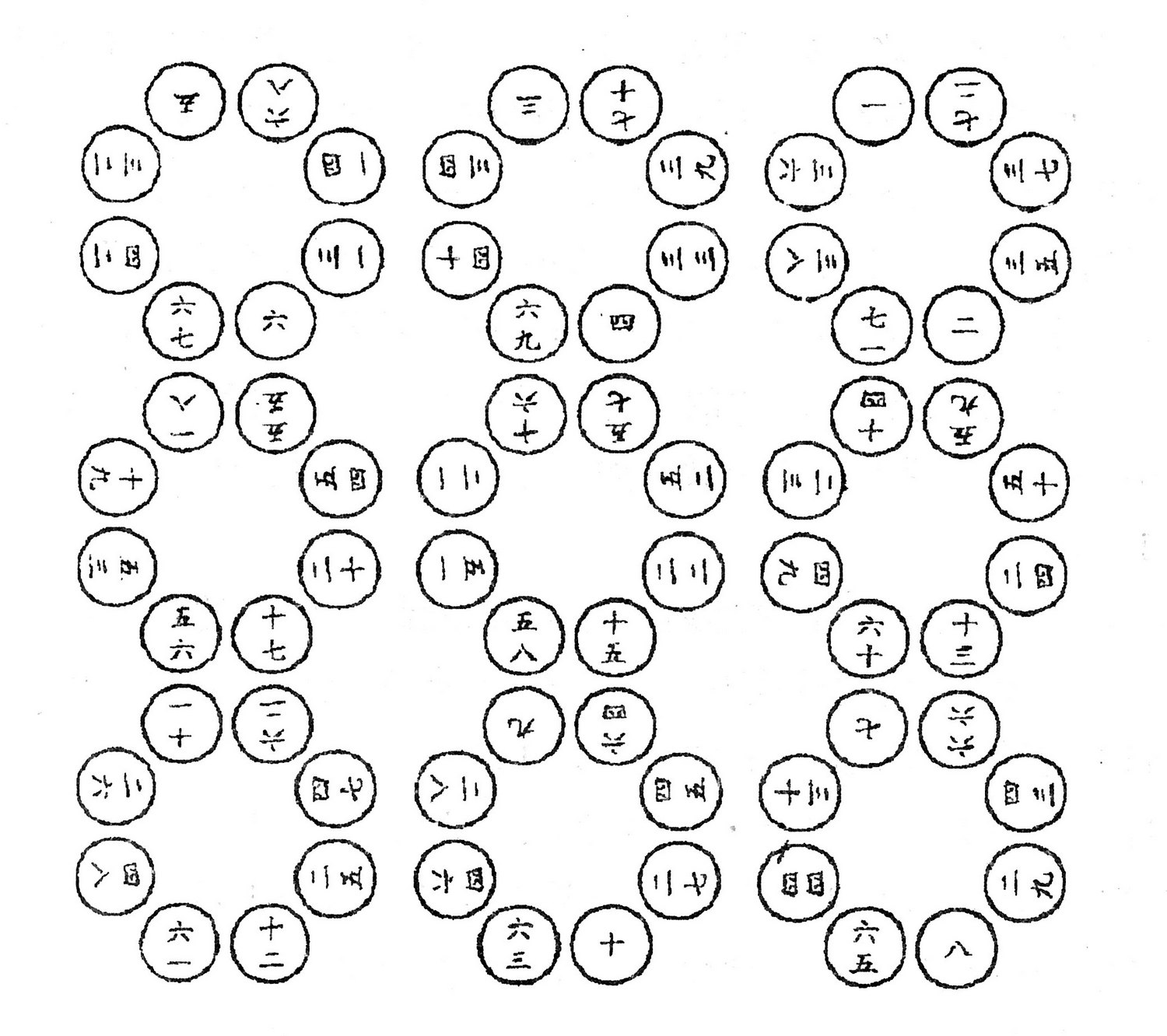
9 círculos mágicos en disposición cuadrada 连环图

En este caso se disponen 9 círculos de 8 números cada uno formando un cuadrado. Al ocuparse el centro con un círculo se crean 4 círculos mágicos adicionales alrededor del centro también de 8 números. De esta forma el cuadrado en realidad contiene 13 círculos mágicos.
Las propiedades de esta disposición son las siguientes:
- La suma total de los 72 números es 2628.
- La suma mágica de cada uno de los círculos de 8 números (13 en total) es 292.
- La suma de 3 círculos en horizontal, vertical o diagonal es 876.